# Ryan Owens
Ryan Owens (Milton Keynes, 29 de septiembre de 1995) es un deportista británico que compite en ciclismo en la modalidad de pista, especialista en la prueba de velocidad por equipos.
Participó en los Juegos Olímpicos de Tokio 2020, obteniendo una medalla de plata en la prueba de velocidad por equipos (junto con Jack Carlin y Jason Kenny). En los Juegos Europeos de Minsk 2019 obtuvo una medalla de bronce en la prueba de velocidad por equipos.
Ganó dos medallas de plata en el Campeonato Mundial de Ciclismo en Pista, en los años 2018 y 2020, y dos medallas de plata en el Campeonato Europeo de Ciclismo en Pista, en los años 2016 y 2019.

## Medallero internacional
| Juegos Olímpicos   | Juegos Olímpicos          | Juegos Olímpicos  | Juegos Olímpicos      |
| Año                | Lugar                     | Medalla           | Competición           |
| ------------------ | ------------------------- | ----------------- | --------------------- |
| 2020               | Tokio ( Japón)            | Medalla de plata  | Velocidad por equipos |
| Campeonato Mundial |                           |                   |                       |
| Año                | Lugar                     | Medalla           | Competición           |
| 2018               | Apeldoorn ( Países Bajos) | Medalla de plata  | Velocidad por equipos |
| 2020               | Berlín ( Alemania)        | Medalla de plata  | Velocidad por equipos |
| Juegos Europeos    |                           |                   |                       |
| Año                | Lugar                     | Medalla           | Competición           |
| 2019               | Minsk ( Bielorrusia)      | Medalla de bronce | Velocidad por equipos |
| Campeonato Europeo |                           |                   |                       |
| Año                | Lugar                     | Medalla           | Competición           |
| 2016               | Saint-Quentin ( Francia)  | Medalla de plata  | Velocidad por equipos |
| 2019               | Apeldoorn ( Países Bajos) | Medalla de plata  | Velocidad por equipos |